# Kulka (osada leśna)
Kulka (niem. Kulk) – osada leśna w Polsce, położona w województwie warmińsko-mazurskim, w powiecie szczycieńskim, w gminie Dźwierzuty.
Według podziału administracyjnego Polski obowiązującego w latach 1975–1998 miejscowość należała do województwa olsztyńskiego.
Kulka wchodzi w skład sołectwa Orzyny. W pobliżu wsi znajduje się rezerwat przyrody Kulka.